# Lukasbild

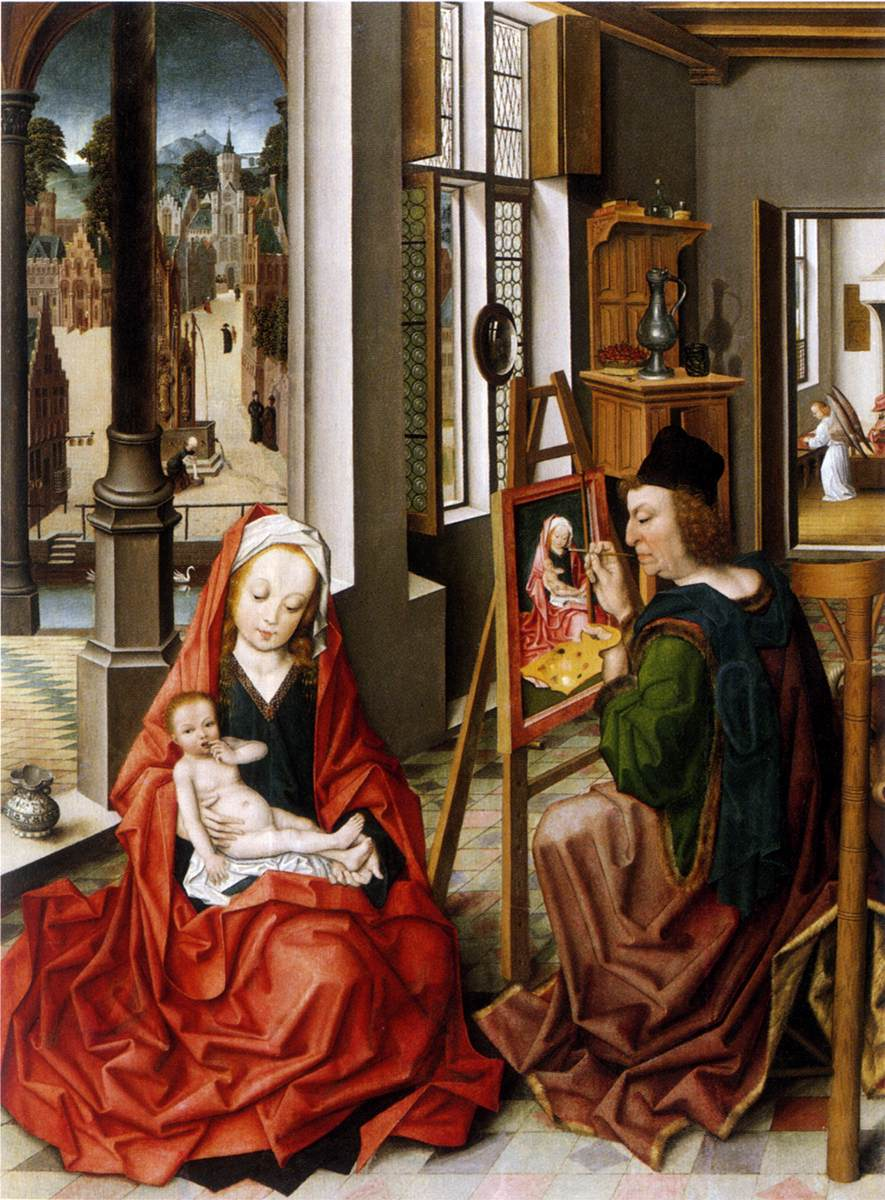
Der hl. Lukas malt die heilige Jungfrau mit dem Kind, Derick Baegert, um 1470

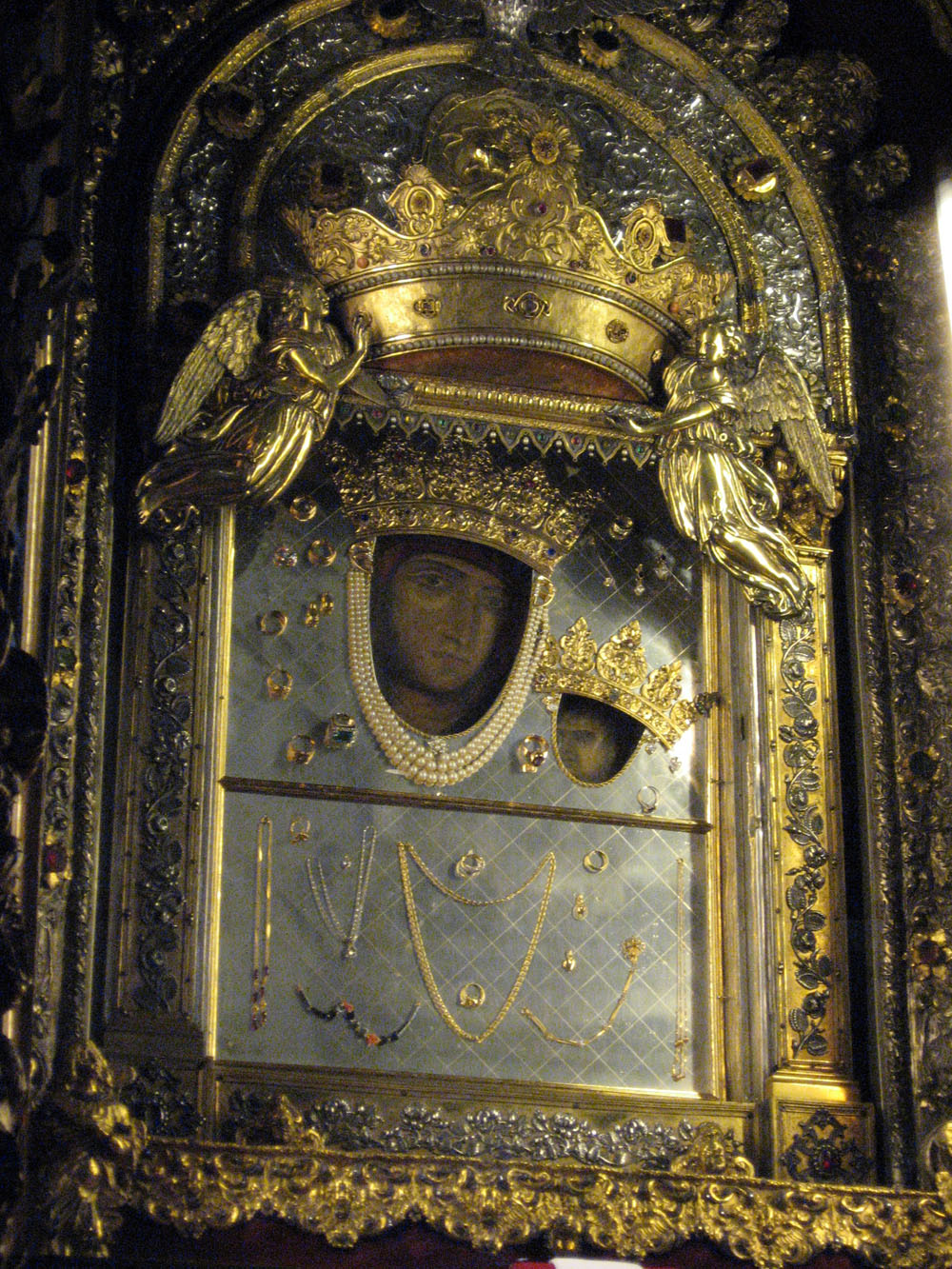
Lukasbild aus dem Santuario della Madonna di San Luca

Als Lukasbild bezeichnet man im engeren Sinne ein Andachtsbild, das von dem Evangelisten Lukas selbst gemalt worden sein soll. Neben Christusdarstellungen bildet das ikonografische Konzept der Hodegetria, eines Bildnisses der Gottesmutter mit dem Jesuskind, das wohl bekannteste Motiv dieser Gattung. Der Legende zufolge ging der Bildtypus ursprünglich aus einer vom hl. Lukas geschaffenen Darstellung des Hauptes Mariens mit dem Jesuskind hervor, die nach Konstantinopel gelangt und nach der Überarbeitung zu einem ganzfigürlichen Bildnis im eigens errichteten Hodegonkloster verwahrt worden sein soll.
Zunächst wurde überliefert, die Gottesmutter habe dem hl. Lukas zu Lebzeiten Modell gesessen (vgl. Dobschütz 1899, Klein 1933 und andere). Das Lukasbild zählt also nicht zu den Acheiropoieta, sondern bildet eine eigene Gattung. Später veränderte sich die Überlieferung dahingehend, die Gottesmutter habe das Bild selbst vollendet, oder der Heilige Geist habe ein Wunder bewirkt. Eine andere Überlieferung besagt, das Bild sei durch den direkten Kontakt mit dem Körper, den es wiedergab, entstanden.
Eine neue These besagt, dass die Lukas zugeschriebenen Bilder nicht durch das Porträtieren Marias, sondern dadurch entstanden seien, dass Lukas ein Acheiropoieton, also ein nicht von Menschenhand gemaltes Bild, das in einer von dem Apostel Petrus in Lydda gegründeten Kirche auf einer Wand oder an einer Säule erschienen sein soll, abgemalt habe. Dieser Ansatz verbindet bis in die frühe Zeit der Kirche zurückgehende Erzähltraditionen über die Lukasbilder mit deren in den Quellen nachweisbaren Erwähnungen. Sie berichten von Lukasbildern, nicht aber vom Vorgang der Porträtierens, der erst in den mittelalterlichen Darstellungen von Lukas als Maler und Marias als Porträtierte zu sehen sind und für die es keine Belege gibt.
In einem weiteren Sinn werden auch solche Darstellungen als Lukasbilder bezeichnet, die den Evangelisten beim Porträtieren der Gottesmutter zeigen, darunter die Lukas-Madonna des flämischen Malers Rogier van der Weyden. Seit dem 13. und 14. Jahrhundert wird Lukas allein mit der Leinwand dargestellt. In der frühen Neuzeit kommt dann der Bildtypus hinzu, in welchem der Malerheilige und die Gottesmutter gleichzeitig anwesend sind. Besonders häufig wurde das Motiv für die von Malerzünften in Auftrag gegebenen Altar-Retabel verwendet.